# Roeschwoog
Roeschwoog är en kommun i departementet Bas-Rhin i regionen Grand Est (tidigare regionen Alsace) i nordöstra Frankrike. Kommunen ligger i kantonen Bischwiller som tillhör arrondissementet Haguenau. År 2022 hade Roeschwoog 2 273 invånare.

## Befolkningsutveckling
Antalet invånare i kommunen Roeschwoog
| Referens: INSEE |